# Шутов, Пётр Данилович
Пётр Данилович Шутов (1 мая 1917 — 25 июля 1986) — советский военнослужащий, участник Великой Отечественной войны, полный кавалер ордена Славы, отделения разведки 282-го гвардейского истребительно-противотанкового артиллерийского полка гвардии ефрейтор — на момент представления к награждению орденом Славы 1-й степени.

## Биография
Родился 1 мая 1917 года в деревне Рязановке Змеиногорского уезда (ныне — Змеиногорского района Алтайского края). Окончил 4 класса. Работал в совхозе рабочим.
В октябре 1939 года был призван в Красную Армию Змеиногорским райвоенкоматом. На фронте в Великую Отечественную войну с апреля 1942 года. Воевал на Брянском, Центральном и 1-м Белорусском фронтах. В бой вступил пулемётчиком, в феврале был ранен. После госпиталя был направлен в формирующуюся артиллерийскую бригаду, позднее 3-я гвардейская истребительно-противотанковая артиллерийская бригада. В её составе прошел до Победы, был наводчиком противотанкового ружья, затем — разведчиком, командиром отделения разведки. Член ВКП/КПСС с 1943 года.
В составе отдельного противотанкового батальона участвовал в боях на Курской дуге. В боях с 8-10 июля 1943 года, при отражении атак противника ефрейтор Шутов лично подбил средний танк и огнём из автомата уничтожил более 10 противников. Был награждён орденом Отечественной войны 2-й степени. Вскоре был переведён во взвод разведки.
24 июня 1944 года при прорыве обороны противника северо-западнее населённого пункта Дубров гвардии ефрейтор Шутов определил координаты трёх огневых точек, которые затем подавила артиллерия полка. 1 июля при отражении контратаки врага в районе населённого пункта Слободка истребил 12 противников и 4 взял в плен. Был представлен к награждению орденом Отечественной войны 2-й степени.
Приказом командующего артиллерией 1-го Белорусского фронта от 20 июля 1944 года гвардии ефрейтор Шутов Пётр Данилович награждён орденом Славы 3-й степени.
25 июля 1944 года в бою за станцию Григоровцы гвардии ефрейтор Шутов при отражении атаки противника своевременно обнаружил скопление вражеских танков и пехоты, тем самым сорвал внезапную атаку. В ходе отражения этой атаки оставался на наблюдательном пункте, на дереве, корректировал огонь батареи и вёл огонь из автомата по десанту. Позднее занял место у орудия вместо раненого бойца и в составе расчёта подбил 3 танка, когда орудие было выведено из строя, вынес с поля боя 4 раненых бойцов. Был представлен к награждению орденом Красного Знамени.
Приказом по войскам 1-го Белорусского фронта от 15 октября 1944 года гвардии ефрейтор Шутов Пётр Данилович награждён орденом Славы 2-й степени.
За время боев зимой 1945 года гвардии ефрейтор Шутов разведал и установил координаты 9 батарей и 49 других огневых точек противника, которые затем были уничтожены нашей артиллерией. 15 января Шутов заменил в бою выбывшего из строя командира взвода. В ночь на 25 января при форсировании реки Нетце первым разведал возможность форсирования водной преграды, с группой бойцов переправился через реку и разведал район огневых позиций артиллерийских батарей и 13 пулемётных точек. При возвращении в своё расположение разведчики наткнулись на противника, в бою Шутов лично уничтожил 9 противников. Разведанные Шутовым огневые точки и батареи были уничтожены артиллерийским огнём. 2 февраля в 15 км западнее города Дембно вынес с поля боя раненого командира взвода. Был представлен к награждению орденом Славы 1-й степени.
В дальнейшем в составе своего полка участвовал в Берлинской наступательной операции и штурме столицы. В боях на подступах к Берлину, находясь в боевых порядках пехоты, постоянно вёл наблюдение за противником, обнаружил несколько огневых точек, артиллерийских минометных позиций, которые были уничтожены. В уличных боях в Берлине лично уничтожил несколько вражеских автоматчиков и фаустников, обнаружил 4 пулемётные точки, которые были уничтожены артиллерийским огнём. 28 апреля был тяжело ранен в бедро, день победы встретил в госпитале. Был награждён орденом Отечественной войны 1-й степени.
Указом Президиума Верховного Совета СССР от 31 мая 1945 года за образцовое выполнение боевых заданий командования на фронте борьбы с немецкими захватчиками и проявленные при этом доблесть и мужество гвардии ефрейтор Шутов Пётр Данилович награждён орденом Славы 1-й степени. Стал полным кавалером ордена Славы. Это последний орден остался не врученным.
В декабре 1946 года гвардии сержант Шутов был демобилизован. Вернулся на родину. Работал механизатором совхоза «Третьяковский», за ударный мирный труд был награждён орденом.
Жил в поселке Первомайский Третьяковского района Алтайского края. Работал бригадиром тракторной бригады. Скончался 25 июля 1986 года. Похоронен на кладбище поселка Первомайский.
Награждён двумя орденами Отечественной войны 1-й степени, орденами Отечественной войны 2-й степени, Трудового Красного Знамени, Славы 1-й, 2-й и 3-й степеней, медалями.
На родине ежегодно 23 февраля проходят лыжные соревнования на приз полного кавалера ордена Славы Шутова П. Д.

## Память
- На мемориальном комплексе в Первомайском посёлке Третьяковского района 9 мая 2016 года установлена мемориальная плита.